# Hard teken

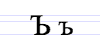

Het harde teken (твёрдый знак, tvjordyj znak) is de 28e letter van het Russische cyrillische alfabet. Het harde teken heeft geen eigen klankwaarde, maar geeft informatie over de voorgaande medeklinker en de volgende klinker. Net als de ь stond de ъ oorspronkelijk voor een korte klinker (zie jer).

## Functie
Het harde teken wordt in de spelling van het moderne Russisch gebruikt als scheidingsteken tussen een prefix eindigend op een medeklinker en een wortel die met een /j/ begint. Zoals zijn naam aangeeft duidt de letter aan dat de voorgaande medeklinker "hard" is, dat wil zeggen niet gepalataliseerd. Het scheidingsteken maakt het schrijven van de combinatie "medeklinker+j+klinker" mogelijk en is nodig vanwege de ietwat complexe spelling van de Russische /j/. De klinkertekens е, ё, ю en я kunnen namelijk zowel de combinatie "j+klinker" vertegenwoordigen (aan het woordbegin en na een klinker) als aangeven dat de voorgaande medeklinker gepalataliseerd is, hieronder weergegeven met een apostrof:
- яма = j-a-m-a
- няня = n'-a-n'-a

Door het harde teken in te voegen kan de erop volgende klinker geen verzachting veroorzaken, aangezien deze niet direct op de medeklinker volgt:
- (об + ять) объять = o-b-j-a-t'

Bij spelling zonder het harde teken zou de /j/ verloren gaan, aangezien de я na een medeklinker voor "[a] + palatalisatie van de voorgaande medeklinker" staat:
- обять = o-b'-a-t'

De functie van het harde teken is beperkt, aangezien het zachte teken op gelijke wijze als scheidingsteken gebruikt kan worden (статья = s-t-a-t'-j-a). Het harde teken wordt enkel geschreven na prefixen, die altijd op een harde medeklinker eindigen, en in een beperkt aantal leenwoorden, zoals адъютант. De in theorie harde medeklinker van het prefix wordt in de praktijk, onder invloed van de erop volgende /j/, overigens dikwijls zacht uitgesproken. Het verschil tussen het gebruik van het harde en het zachte teken als scheiding tussen medeklinker en /j/ is dan ook meer gebaseerd op de etymologie dan op de uitspraak.

## Geschiedenis
Voor de spellingshervorming van 1918 was het gebruik van de ъ uitgebreider. Het harde teken werd tot dan geschreven aan het einde van elk zelfstandig naamwoord uitgaand op een harde medeklinker. Sinds de spellingshervorming staat elk medeklinkerteken dat niet door het zachte teken gevolgd wordt automatisch voor een harde medeklinker. Het afschaffen van het onnodige gebruik van de ъ leverde een enorme papierbesparing op.
In een radicalere variant van de spellingshervorming werd het harde teken tussen prefixen en /j/ vervangen door een apostrof (об'ять), waardoor de letter geheel uit het alfabet verdween. Deze praktijk is echter nooit doorgedrongen tot de officiële spelling van het Russisch; voor het Oekraïens en het Wit-Russisch is dat wel het geval.